# 格利博基里格
51°53′53″N 32°7′0″E / 51.89806°N 32.11667°E
格利博基里格（烏克蘭語：Глибокий Ріг），是烏克蘭北部的村莊，隸屬切爾尼希夫州的科留基夫卡區。該村面積0.47平方公里，海拔高度128米，2001年人口35，人口密度每平方公里74.47人。